# BRICS Pay
BRICS PAY или BRICS Pay — система международных платежей, разработанная государствами — членами БРИКС.
Система похожа на китайскую систему CIPS, международную систему SWIFT и индийскую UPI.  Проект стран БРИКС по приему и осуществлению платежей в нацвалютах. Проект был запущен в 2018 году Деловым советом БРИКС c целью сделать международные платежи менее затратными и сложными.
Проект представляет собой совместное предприятие, созданное странами БРИКС для получения и осуществления платежей в их собственных национальных валютах. Компания была запущена в 2018 году Деловым советом БРИКС. Команда, совместно управляющая BRICS PAY, состоит из экспертов в области финансов и банковских технологий из четырёх стран-основателей БРИКС, а также из ЮАР. Цель BRICS PAY — сделать международные платежи более безопасными, прозрачными, менее затратными и сложными, поощряя международное сотрудничество между быстро расширяющимся составом БРИКС.
23 октября 2024 года Китай полностью поддержал развитие и использование системы BRICS PAY.

### BRICS DCMS
BRICS PAY использует децентрализованную систему трансграничных сообщений (DCMS), разработанную учёными Центра Санкт-Петербургского государственного университета. DCMS работает прозрачно, без какого-либо центрального владельца или хаба. Участники управляют собственными узлами, что делает систему устойчивой к внешним злоупотреблениям, контролю или вмешательству. Система не взимает обязательную плату за транзакции, но позволяет участникам взимать плату друг с друга по желанию. DCMS автоматически выстраивает маршруты транзакций между участниками, обеспечивая надёжную связь даже в случае недоступности прямой передачи данных. Цель состоит в том, чтобы свести к минимуму дисбаланс в расчётах между контрагентами. Сообщения будут шифроваться и подписываться с использованием нескольких механизмов шифрования. Участники могут устанавливать курсы конвертации валют и лимиты транзакций. При рекомендуемых настройках DCMS может обрабатывать до 20 000 сообщений в секунду, не предъявляя при этом минимальных требований к оборудованию. После прохождения этапа пилотного тестирования DCMS также планируется сделать открытым исходным кодом.
Государства-участники рассматривают BRICS Pay как способ развития торговли между ними, расширения доступа к финансовым услугам, а также как направление, позволяющее снизить зависимость от доллара США. Россия является одним из самых активных сторонников BRICS Pay, чтобы исключить из операций систему SWIFT и операции в долларах США, которые вследствие разных событий начали ограничиваться. Иран, также находящийся под санкциями США, считает это главным национальным приоритетом. Президент Бразилии Лула да Силва также поддержал этот механизм, заявив, что «многополярный порядок, к которому мы стремимся, отражается в международной финансовой системе», и предложил создать валюту БРИКС .
Казанская декларация от октября 2024 года признала преимущества трансграничных платежных инструментов для минимизации "торговых барьеров и недискриминационного доступа" и использования местных валют в финансовых транзакциях между странами БРИКС и их торговыми партнерами", без обязательств по единой валюте.

## Cм. также
- SWIFT
- CIPS
- Цифровая валюта
- Единая зона платежей в евро
- TIPANET